# Gornje Leskovice
Gornje Leskovice (en serbe cyrillique : Горње Лесковице) est un village de Serbie situé sur le territoire de la Ville de Valjevo, district de Kolubara. Au recensement de 2011, il comptait 390 habitants.

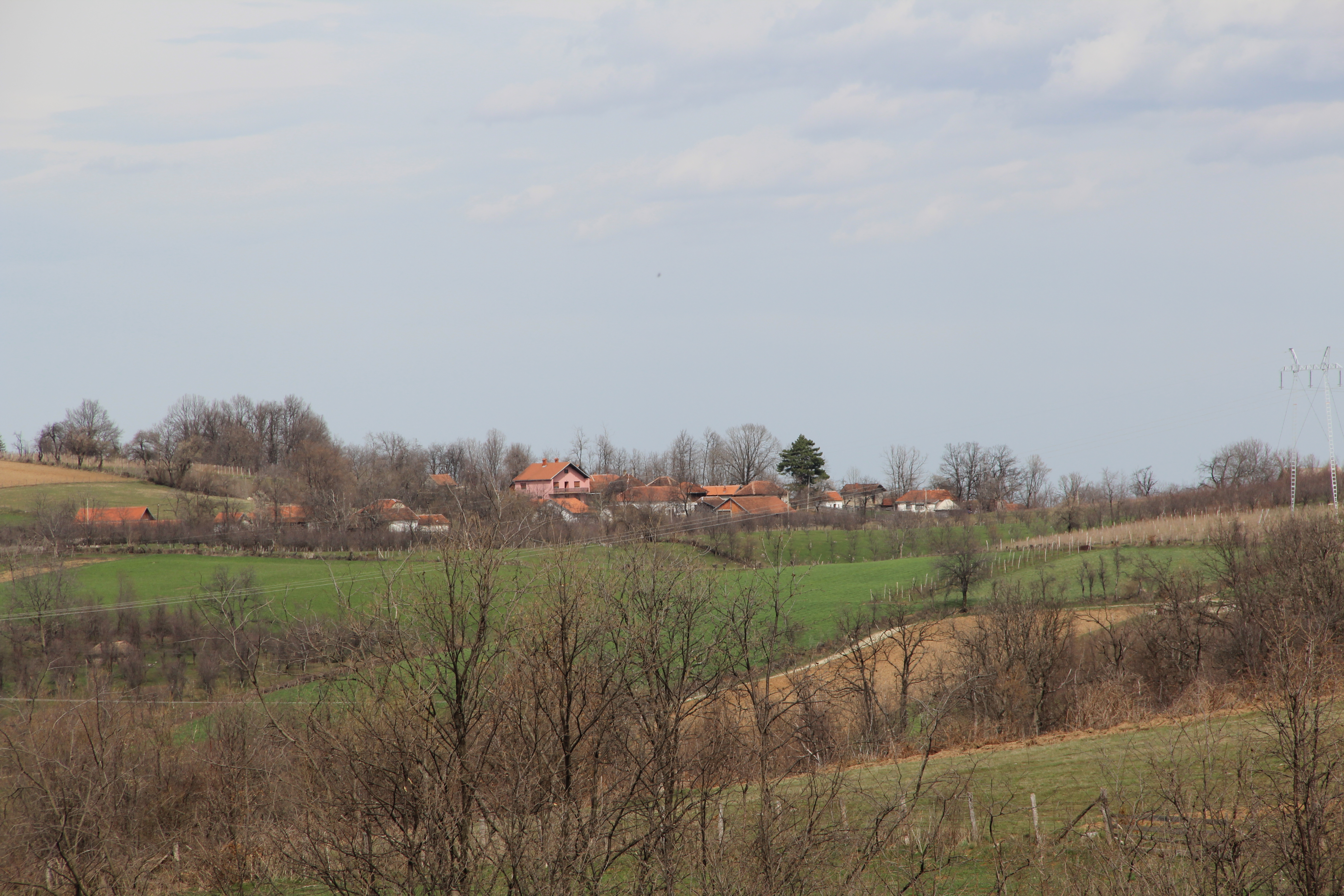
Gornje Leskovice - Panorama
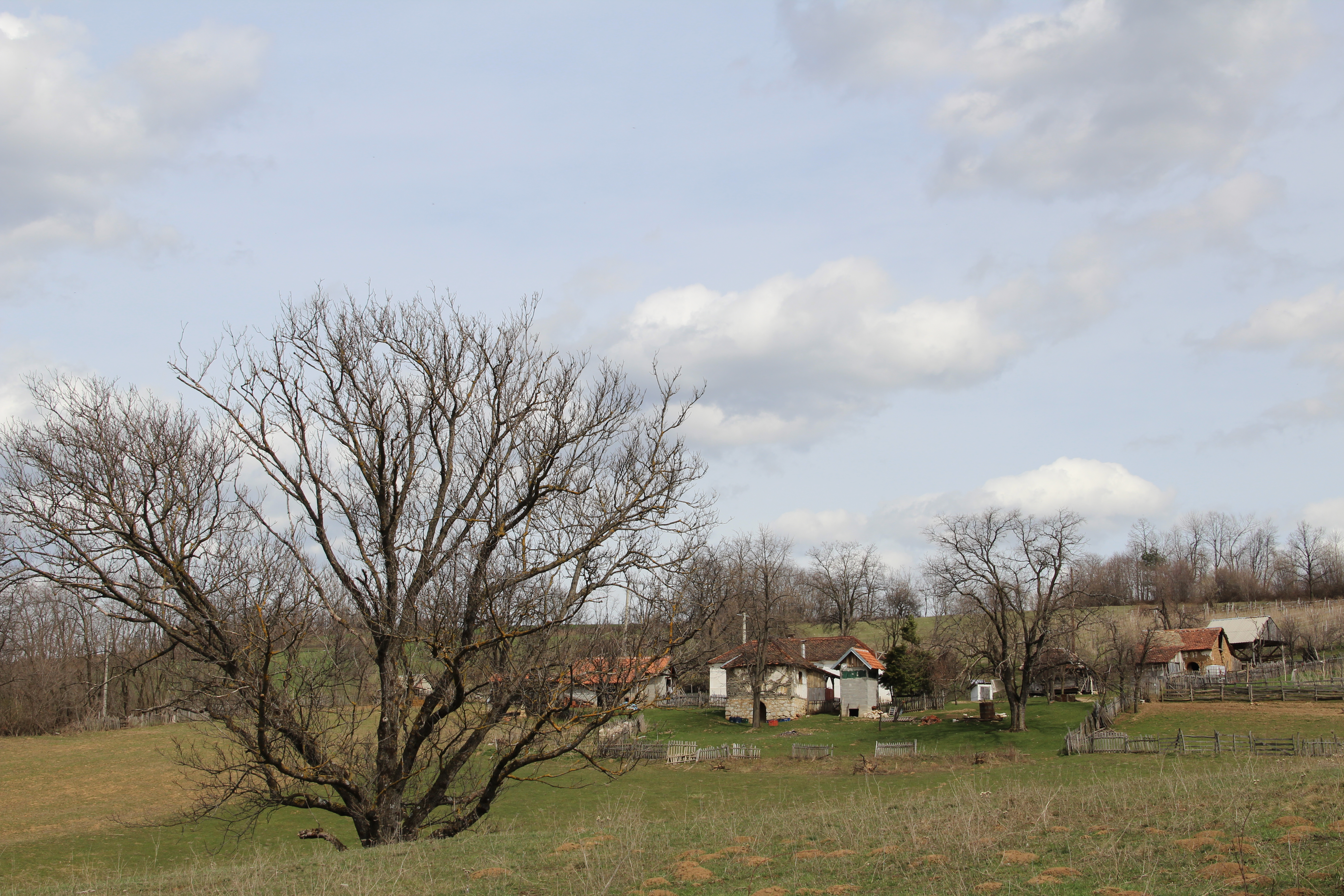
Gornje Leskovice - Panorama
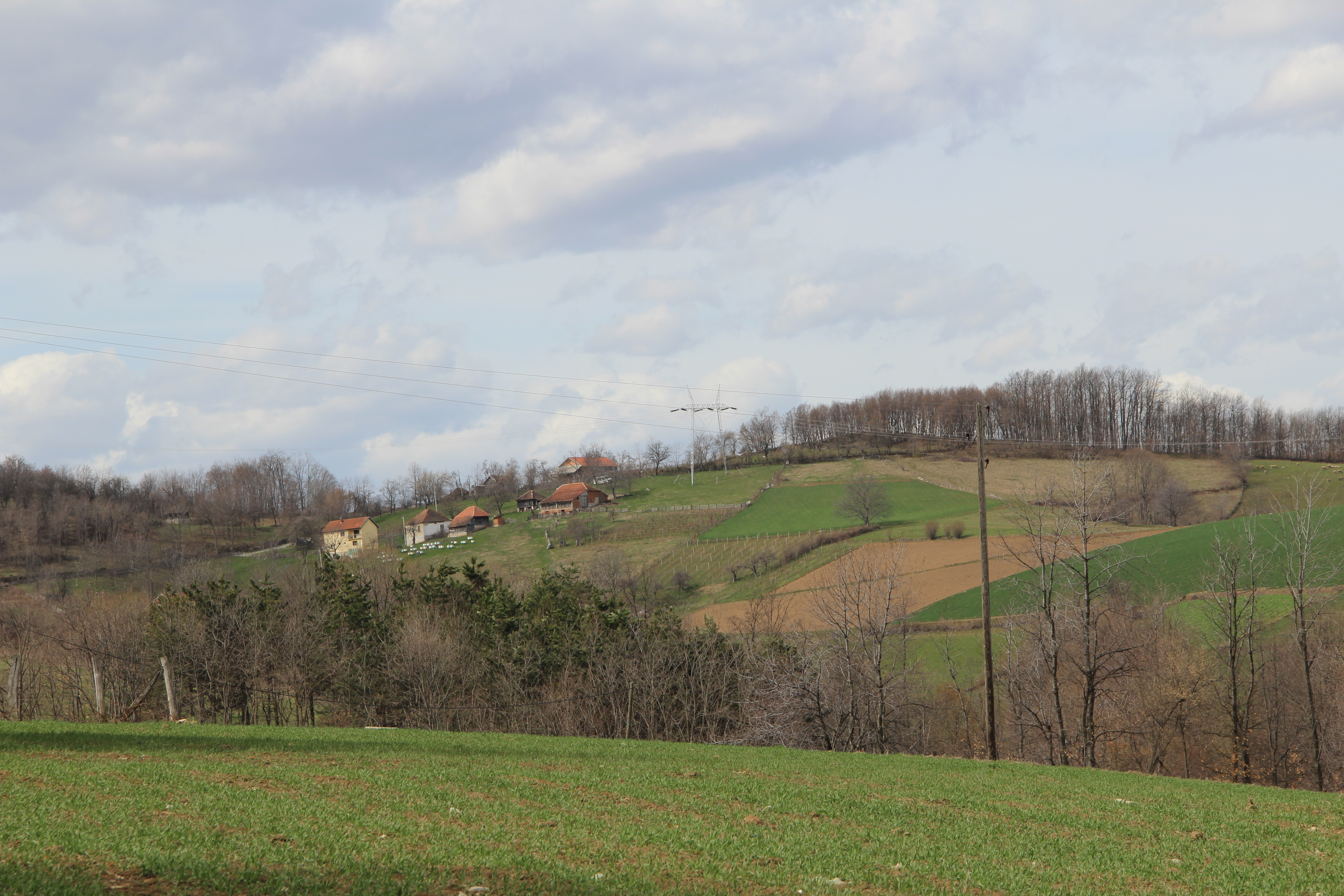
Gornje Leskovice - Panorama
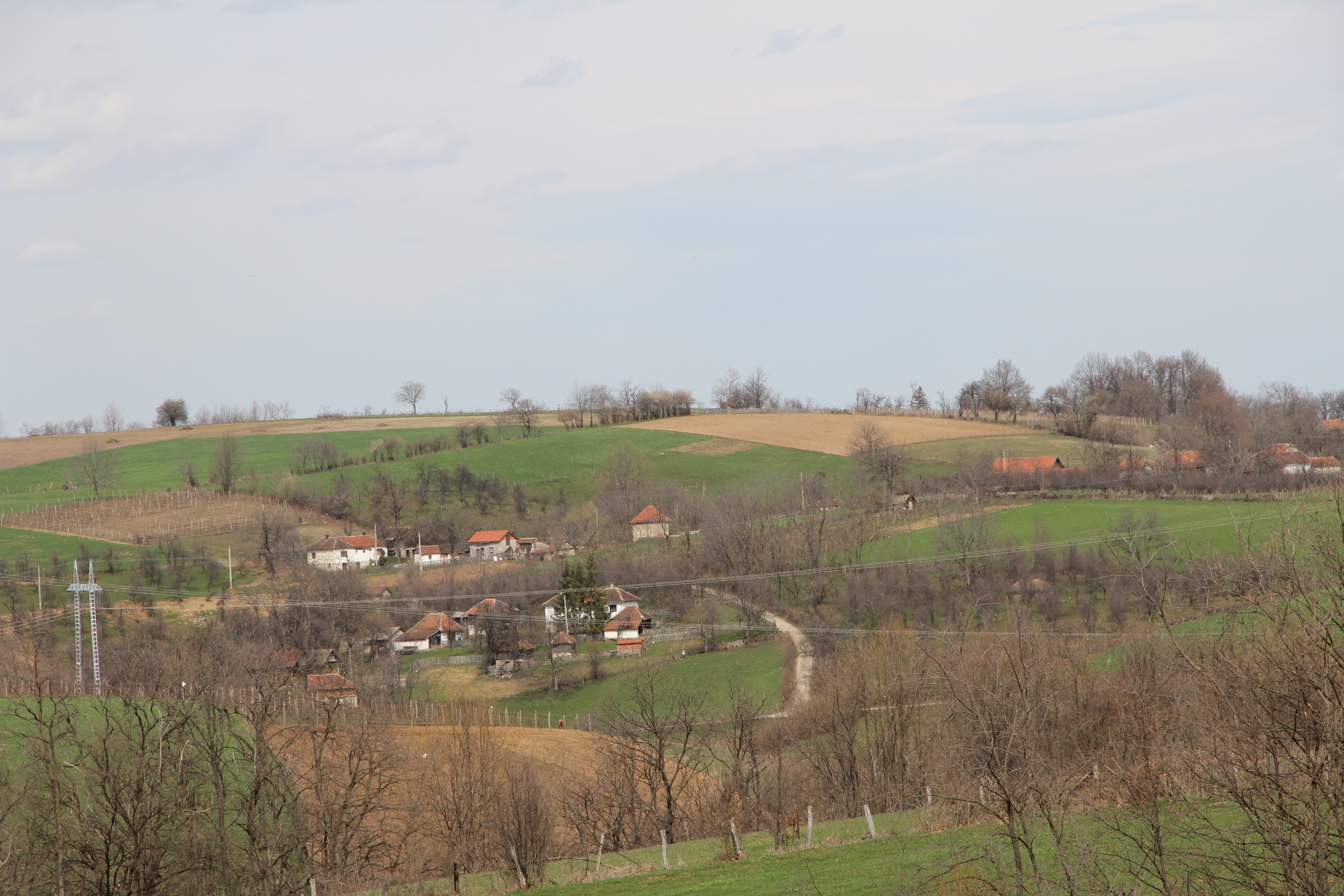
Gornje Leskovice - Panorama
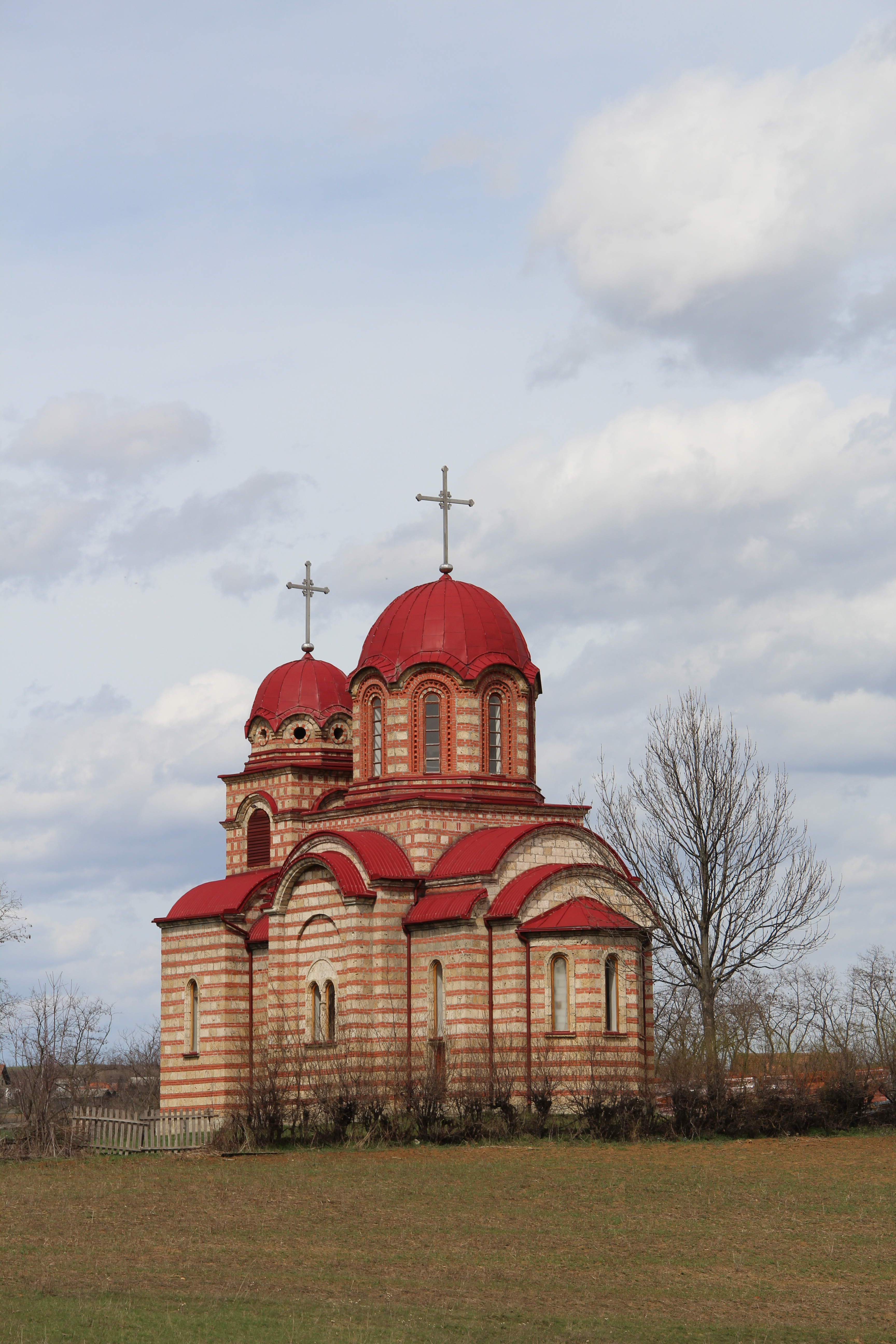
Gornje Leskovice - Church
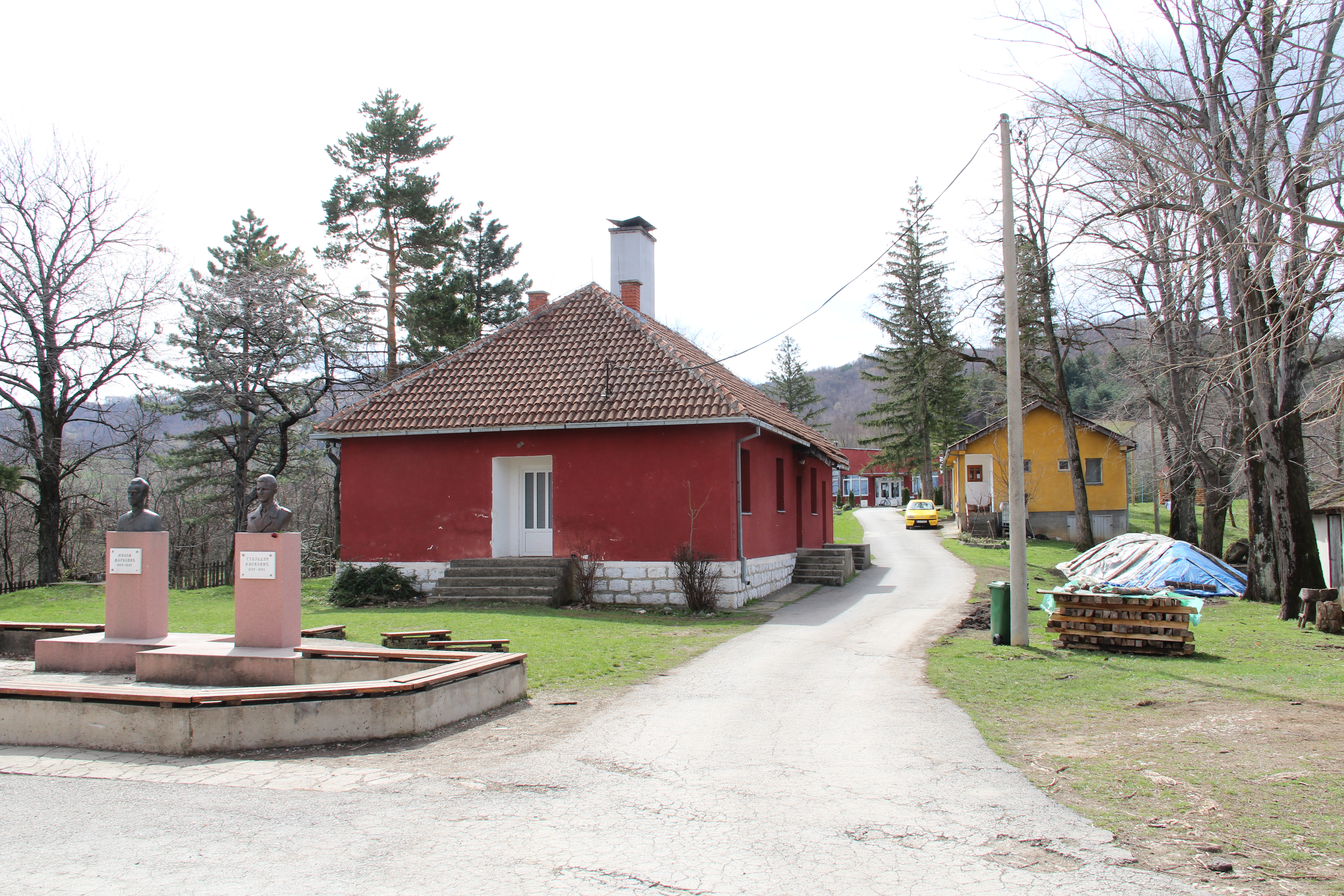
Gornje Leskovice - School
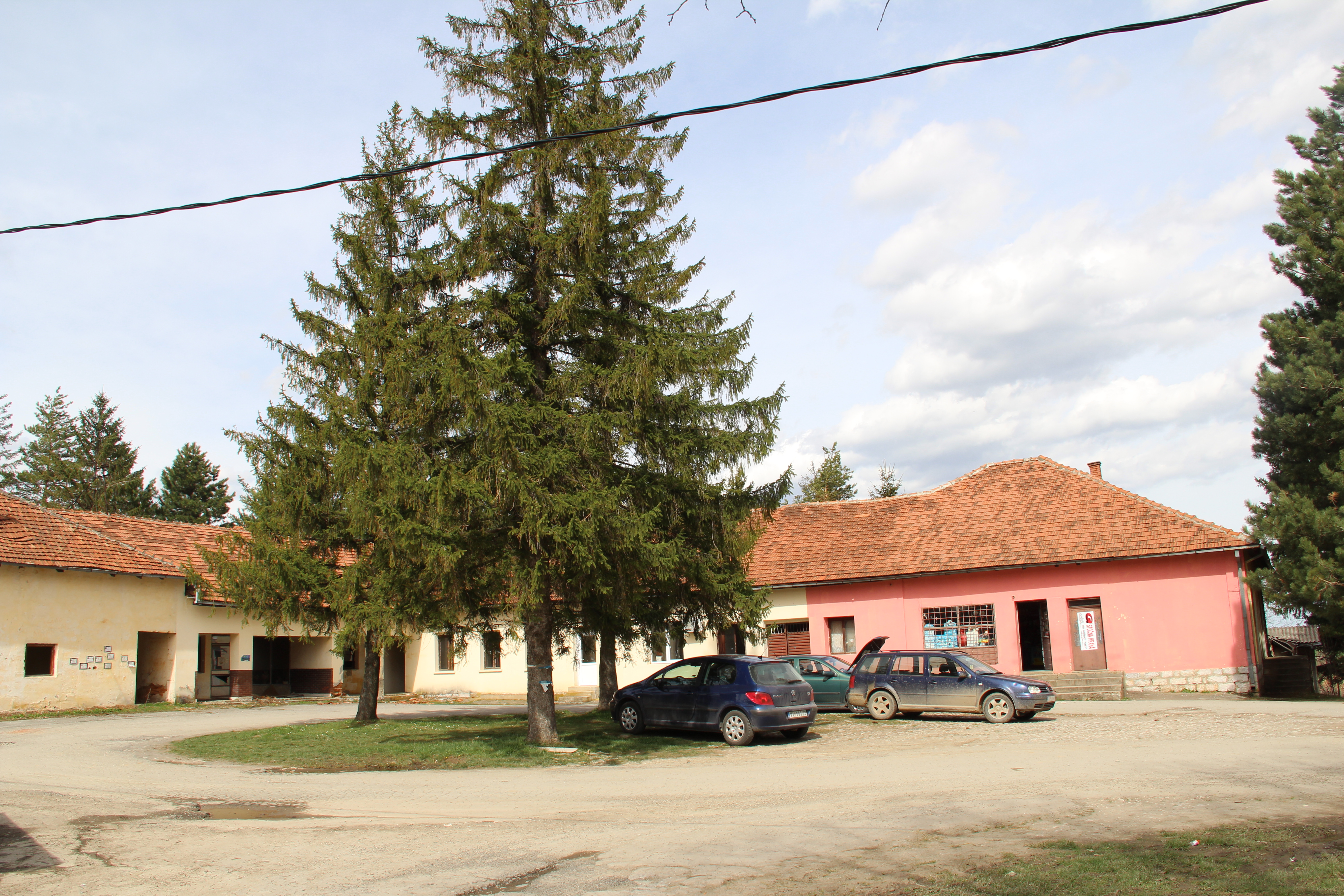
Gornje Leskovice - Centre

## Démographie
| 1948  | 1953  | 1961  | 1971 | 1981 | 1991 | 2002 | 2011 |
| ----- | ----- | ----- | ---- | ---- | ---- | ---- | ---- |
| 1 238 | 1 249 | 1 119 | 912  | 731  | 589  | 463  | 390  |

|  |